# Isole Curzolane
Le isole Curzolane (o semplicemente Curzolane) sono un arcipelago del mar Adriatico che comprende le maggiori isole della Dalmazia meridionale (Južnodalmatinski); l'arcipelago appartiene allo stato della Croazia.
Le Curzolane sono situate a sud-ovest della penisola di Sabbioncello e a nord-ovest di Ragusa (Dubrovnik) e comprendono le seguenti isole:
- Curzola (Korčula) che dà il nome al gruppo, con il piccolo arcipelago di Curzola (isole Skoji, di cui la maggiore è Badia) a nord-est dell'isola ed altri isolotti minori vicino all'estremità occidentale.
- L'arcipelago di Lagosta, con Lagosta (Lastovo), Cazza (Sušac), Cazziol (Kopište), Marchiara (Mrčara) e San Giorgio (Prežba).
- Meleda (Mljet).

La definizione sull'appartenenza o meno di alcune isole alle Curzolane trova spesso in disaccordo varie fonti: ne fanno parte anche Lesina e Lissa, secondo alcune, e Brazza, secondo altre.
Le Curzolane non vanno confuse con le Curzolari (o Echinadi), che si trovano presso la costa greca del mar Ionio, e con l'arcipelago di Curzola, nominato sopra.

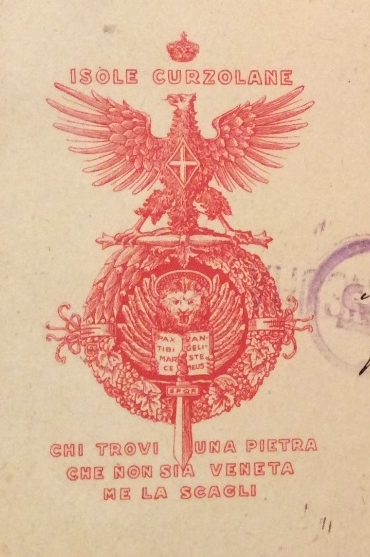
Stemma delle isole Curzolane su una cartolina postale italiana del 1920.